# تتانا
تُتانا (به اسپانیایی: Totana) یکی از شهرداری‌های کومارکای شرقی و در بخش خودمختار مورسیا در کشور اسپانیا قرار دارد. تا سال ۲۰۱۲ مساحت این شهرداری ۲۸۷٫۶۷ کیلومتر مربع و جمعیت آن ۳۰۸۵۰ تَن می‌باشد.